# Jušići (Matulji)
 Jušići  (olaszul: Giussici) falu Horvátországban, a Tengermellék-Hegyvidék megyében. Közigazgatásilag Matuljihoz tartozik.

## Fekvése
Fiume központjától 11 km-re északnyugatra, községközpontjától 2 km-re északra a Tengermelléken, az Isztria-félsziget északi határán az A7-es autópálya mellett fekszik.

## Története
A településnek 1857-ben 236, 1910-ben 558 lakosa volt. 
2011-ben 865  lakosa volt.

## Lakosság
| Lakosság változása | Lakosság változása | Lakosság változása | Lakosság változása | Lakosság változása | Lakosság változása | Lakosság változása | Lakosság változása | Lakosság változása | Lakosság változása | Lakosság változása | Lakosság változása | Lakosság változása | Lakosság változása | Lakosság változása | Lakosság változása |
| ------------------ | ------------------ | ------------------ | ------------------ | ------------------ | ------------------ | ------------------ | ------------------ | ------------------ | ------------------ | ------------------ | ------------------ | ------------------ | ------------------ | ------------------ | ------------------ |
| 1857               | 1869               | 1880               | 1890               | 1900               | 1910               | 1921               | 1931               | 1948               | 1953               | 1961               | 1971               | 1981               | 1991               | 2001               | 2011               |
| 236                | 340                | 354                | 423                | 476                | 558                | 582                | 611                | 528                | 546                | 556                | 580                | 597                | 651                | 773                | 865                |

## Nevezetességei
Szűz Mária tiszteletére szentelt kápolnája 1896-ban épült egyhajós épület. Sokszög alaprajzú sekrestyéjét később építették hozzá. A főbejárat a nyugati homlokzaton található. Régi barokk oltára van, azonban művészeti értéke nincsen. 1967 és 1969 között a kápolnát betonoszlopokkal kerítették körül, 1973-ban a sekrestyét építették a tetőt javították. Közelében kőkereszt áll.